# Jan Lippert
Jan Lippert (ur. 3 marca 1877 w Klonie, zm. 20 lipca 1951 w Szczytnie) – stolarz i górnik, mazurski działacz społeczny i narodowy.

## Życiorys
Ukończył szkołę ludową i podobnie jak ojciec został stolarzem. W latach 1895–1898 i 1905–1911 mieszkał i pracował kopalniach w Westfalii w zachodnich Niemczech, najpierw w Essen, następnie w Horst Emseher, a potem w Buer koło Gelsenkirchen. Równolegle działał w Związku Górników Zjednoczenia Zawodowego Polskiego (ZZP), pełniąc funkcję skarbnika, sekretarza oraz przewodniczącego. Za organizowanie strajków został usunięty z kopalni. W Westfalii należał do Narodowego Stronnictwa Robotników (NSR) i z jego ramienia przewodniczył grupie polskich radnych w Buer. Jednocześnie działał na rzecz krzewienia polskości wśród Mazurów, m.in. propagując czytelnictwo książek polskich. Współpracował z Mazurską Partią Ludową (MPL) w Szczytnie uczestnicząc m.in. w kampanii wyborczej Zenona Lewandowskiego do Parlamentu Rzeszy w grudniu 1911 i styczniu 1912. Po wybuchu I wojny światowej zmobilizowany do armii niemieckiej, walczył na froncie zachodnim. Ranny w 1917 pracował jako inwalida w kopalni. W 1918 jako reprezentant  Związku Górników ZZP był członkiem Rady Robotniczej w Dortmundzie.
Na Mazury powrócił w czerwcu 1919. Współpracował wówczas z polskim wywiadem i uczestniczył w akcji propagandowej na rzecz przyłączenia Mazur do Polski.  Współpracował wówczas z pismem ''Mazur'', w którym zamieszczał artykuły pod pseudonimem Jonek z Buku. W 1920 został aresztowany przez Niemców pod zarzutem zdrady stanu. Uniewinniony przez sąd z powodu braku dowodów w listopadzie 1920 musiał opuścić obszar plebiscytu. Osiedlił się początkowo w Toruniu, gdzie pracował w Związku Zawodowym Robotników Rolnych i Leśnych ZZP. Działał także politycznie najpierw w NSR a następnie w Narodowej Partii Robotniczej w której był m.in. członkiem Zarządu Wojewódzkiego oraz Rady Naczelnej. Z ramienia NPR był także radnym miasta Torunia oraz przez kilka lat sędzią pokoju. Następnie mieszkał i pracował jako dyrektor Kasy Chorych w Nowym Mieście Lubawskim (1924–1930). Był także w tym mieście członkiem Ochotniczej Straży Pożarnej. Po przeniesieniu się do Lubawy pracował w biurze adwokackim, a następnie utrzymywał się z zasiłku dla bezrobotnych i niewielkiej renty przyznanej za pracę w Zagłębiu Ruhry (1930–1939).
Po wybuchu II wojny światowej aresztowany przez gestapo. Następnie deportowany do pracy w gospodarstwie rolnym niedaleko Iławy, a potem skierowany jako stolarz  do budowy fabryki amunicji w Łęgnowie koło Bydgoszczy. (1939-1940). Dzięki staraniom rodziny skrajnie wyczerpany został zwolniony. Wojnę przeżył na terenie Generalnej Guberni w Biłgoraju, gdzie pracował jako stolarz. Po powrocie na Mazury w 1946 pracował w Ubezpieczalni Społecznej w Szczytnie. Od 1946 roku był członkiem Stronnictwa Ludowego. Jednocześnie pełnił  funkcję przewodniczącego Powiatowej Rady Narodowej w Szczytnie. Bronił miejscową ludność mazurską przed szabrem i bandytyzmem. W listopadzie 1948 wraz z Gustawem Leydingiem (młodszym) i Romanem Bołtaczem oskarżony został niesłusznie o wysyłanie rodzin mazurskich do Niemiec. Po 7 miesiącach aresztu sprawę umorzono. Zmarł nie doczekawszy się wyrównania wyrządzonej mu krzywdy.
Pochowany na cmentarzu ewangelickim (obecnie obiekt parkowo-cmentarny), przy ul. Piłsudskiego w Szczytnie, grób obecnie nie istnieje.

## Odznaczenia
Odznaczony Medalem Niepodległości (1938).

## Rodzina
Urodził się w rodzinie rzemieślnika, był synem wiejskiego stolarza Wilhelma i Ewy z Sadłowskich. W 1901 roku ożenił się z Marią z Bogumiłów z Zawojek. Małżonkowie doczekali się dziesięciorga dzieci.z których większość zmarła w dzieciństwie lub w młodości, dłużej żyli synowie Wilhelm i Augustyn.